# پیتر بوریش
پیتر اف. بوریش (Peter F. Borish)، رئیس هیئت‌مدیره و مدیرعامل شرکت تجاری کامپیوتری در حوزهٔ سرمایه‌گذاری و مشاوره است که بانک تجارت سلطنتی کانادا، بزرگترین مشتری آن محسوب می‌شود. او همچنین به گروه بازرگانی گاز طبیعی متعلق به آدام هافمن در شرکت فناوری‌های پیچشی و شرکای نوربری که صندوق تأمینی کلان جهانی اختیاری متعلق به اقلیت که اخیراً راه‌اندازی شده، مشاوره می‌دهد. پیش‌تر، در شرکت تجاری کامپیوتری، بوریش استراتژیست ارشد گروه کوآد و شرکت‌های وابسته به آن بود. بوریش در جایگاه شغلی خود، استعدادهای جدید را برای کوآد به کار می‌گماشت و با شرکای مؤسس در زمینهٔ استراتژی تجاری همکاری می‌کرد. وانگهی، او به بازرگانان در ایجاد روشی به‌منظور بهبود عملکرد شغلی خود به‌عنوان مربی کسب‌وکار کمک کرد. بوریش رئیس هیئت‌مدیره و مدیرعامل شرکت تجاری کامپیوتری و در حال حاضر سرمایه‌دار و مشاور ولیواستریم ونچرز است. او همچنین سرمایه‌گذار و مؤسس در شرکت چریتیباز بود.
بوریش سابقهٔ فعالیت در بانک فدرال رزرو نیویورک را دارد. همچنین او شریک و نفر دوم در شرکت سرمایه‌داری تودور، رئیس هیئت‌مدیرهٔ شرکت با مسئولیت محدود وان شیکاگو و بنیاد غیرانتفاعی برای مطالعهٔ چرخه‌ها و مؤسسهٔ بازارهای مالی بود.
او همچنین عضو هیئت مؤسسان «بنیاد رابینهود» و «ریاضیات برای آمریکا» است.

## تحصیلات
در سال ۱۹۸۱، بوریش مدرک کارشناسی خود را در رشتهٔ اقتصاد از دانشگاه میشیگان دریافت کرد. او همچنین در سال ۱۹۸۲ در رشتهٔ سیاست عمومی در مقطع کارشناسی‌ارشد از دانشکدهٔ سیاست عمومی جرالد آر. فورد دانشگاه میشیگان فارغ‌التحصیل شد.

## حرفه
پیتر بوریش از سال ۲۰۱۳ تاکنون در گروه با مسئولیت محدود کوآد، شرکت مدیریت سرمایه‌گذاری، به‌عنوان استراتژیست ارشد فعالیت می‌کند. وانگهی، بوریش از سال ۱۹۹۵ به‌عنوان مدیرعامل و عضو هیئت‌مدیرهٔ شرکت تجاری کامپیوتری۳ که صندوقی با مدیریت فعال متمرکز بر سرمایه‌گذاری در اقتصاد کلان است، مشغول به فعالیت است. او در این شرکت الگوهای تجارت و مدیریت ریسکی را طراحی می‌کند که شرکتش برای مدیریت دارایی‌ها در بازار مشتقات از آن بهره می‌برد. همچنین میان سال‌های ۲۰۰۵ تا ۲۰۰۸، بوریش به‌عنوان مدیرعامل و عضو هیئت‌مدیرهٔ شرکت مدیریت سرمایهٔ توئینفیلدز، یک صندوق تأمینی کلان جهانی با تمرکز بر بخش درآمد ثابت، فعالیت می‌کند. بوریش یکی از شرکای بنیان‌گذار شرکت سرمایه‌گذاری تودور، یک شرکت سرمایه‌گذاری بین‌المللی بود که از سال ۱۹۸۵ تا ۱۹۹۴ به‌عنوان مدیر تحقیقات در آنجا فعال بوده‌است.
علاوه بر موقعیت‌های راهبردی بالا، آقای بوریش از سال ۲۰۱۳ تاکنون به‌عنوان مشاور هیئت‌مدیرهٔ آزمایشگاه‌های ولیواستریم، شتاب‌دهنده‌ای برای فناوری‌های خدمات مالی و از سال ۲۰۱۵ تاکنون به‌عنوان متولی اعتماد سرمایه‌داران آر.ام. بی، شرکت مدیریت سرمایه‌گذاری نامحدود، فعالیت می‌کند.
آقای بوریش به فعالیت‌های غیرانتفاعی و بشردوستانهٔ قابل‌توجه می‌پردازد و همچنین به راه‌اندازی این نوع بنیادها کمک می‌کند. از سال ۱۹۹۸، او در هیئت‌مدیرهٔ بنیاد رابین هود که از پروژه‌های آموزشی نیویورک به نفع کودکان بی‌بضاعت حمایت مالی می‌کند، مشغول به فعالیت است. علاوه بر آن، آقای بوریش از سال ۱۹۹۱ متولی مؤسسهٔ بازارهای مالی بوده که سازمانی غیرانتفاعی در زمینهٔ مشارکت در توسعهٔ استانداردها و تقویت ابتکارات و بهترین شیوه‌ها در صنعت خدمات مالی است. از سال ۲۰۰۶ تا ۲۰۱۳، آقای بوریش به‌عنوان عضو هیئت‌مدیرهٔ چریتیباز، خیریه‌ای مبتکر که از طریق مزایده‌هایی با حضور افراد سرشناس کمک مالی می‌کند، فعالیت کرده‌است. او همچنین به‌عنوان عضو هیئت‌مدیرهٔ انجمن صنعت آتی و به‌عنوان مشاور ویژهٔ هیئت‌مدیرهٔ هیئت تجارت شیکاگو، فعال بوده‌است. اخیراً آقای بوریش به‌عنوان عضو کمیتهٔ مشاورهٔ ریسک بازار کمیسیون معاملات آتی کالا منصوب شده‌است.
شروع فعالیت حرفه‌ای آقای بوریش به سال ۱۹۸۲ برمی‌گردد که در بانک فدرال رزرو نیویورک، معاملات آتی ارز و اختیارات معامله را زیرنظر داشت و این فعالیت تا سال ۱۹۸۵ به طول انجامید.
در سال ۱۹۸۱، آقای بوریش مدرک کارشناسی را در رشتهٔ اقتصاد از دانشگاه میشیگان دریافت کرد. همچنین در سال ۱۹۸۲، در رشتهٔ سیاست عمومی در مقطع کارشناسی ارشد از دانشگاه میشیگان فارغ‌التحصیل شد.

## بشردوستی
بوریش عضو هیئت مؤسسان (در کنار پل تودور جونز و گلن دوبلین) بنیاد رابین هود است. این بنیاد سازمانی خیریه است که می‌کوشد مشکلات ناشی از فقر در نیویورک را کاهش دهد. او همچنین عضو هیئت مؤسسان ریاضی برای آمریکا بوده که سازمانی غیرانتفاعی برای ارتقای آموزش ریاضیات در مدارس عمومی آمریکاست.
وی همچنین نمایندهٔ منصوب شهردار در ادارهٔ جوانان و توسعهٔ جامعهٔ نیویورک است.

## زندگی شخصی
او با جولی گیرش ازدواج نمود.